# Championnat d'Europe de football des moins de 17 ans 2023
Navigation
Euro 2022 Euro 2024
La phase finale de l'édition 2023 du Championnat d'Europe de football des moins de 17 ans se déroule du 17 mai au 2 juin 2023 en Hongrie. Les joueurs nés après le 1er janvier 2006 peuvent y participer.

## Villes et stades
- Budapest : Stade Nándor-Hidegkuti
- Felcsút : Pancho Aréna
- Budaörs : Stade BSC
- Telki : Telki Training Centre
- Balmazújváros : Stade Balmazújváros City
- Debrecen : Nagyerdei Stadion et Stade DEAC

| \| Balmazújváros Debrecen Telki Budaörs Budapest Felcsút \| |
| Balmazújváros Debrecen Telki Budaörs Budapest Felcsút       |

| Balmazújváros Debrecen Telki Budaörs Budapest Felcsút |

## Qualifications

### Tour Élite
Les 32 équipes du tour élite sont réparties en 8 groupes de 4. Les 8 vainqueurs de groupe et les 7 meilleurs seconds se qualifient pour la phase finale où elles rejoignent l'équipe hôte, la Hongrie.
| Groupe 1                              | Groupe 2              | Groupe 3                 | Groupe 4          | Groupe 5           | Groupe 6                    | Groupe 7         | Groupe 8         |
| ------------------------------------- | --------------------- | ------------------------ | ----------------- | ------------------ | --------------------------- | ---------------- | ---------------- |
| Serbie                                | Pays de Galles Écosse | Pays-Bas Angleterre      | Espagne Allemagne | Portugal Pologne   | République d'Irlande Italie | Croatie Slovénie | France Suisse    |
| Bosnie-Herzégovine Biélorussie Israël | Islande Monténégro    | Danemark Irlande du Nord | Turquie Finlande  | Tchéquie Slovaquie | Ukraine Chypre              | Norvège Belgique | Albanie Lettonie |

Les qualifiés sont en vert.

## Phase finale
Le tirage au sort de la phase finale a lieu le 3 avril à l'Hôtel Ensana Thermal Margitsziget de Budapest.

### Équipes qualifiées
- Hongrie qualifié d'office (pays organisateur).

| - Serbie vainqueur du Groupe 1 du tour élite. - Pays de Galles vainqueur du Groupe 2 du tour élite. - Pays-Bas vainqueur du Groupe 3 du tour élite. - Espagne vainqueur du Groupe 4 du tour élite. - Portugal vainqueur du Groupe 5 du tour élite. - République d'Irlande vainqueur du Groupe 6 du tour élite. - Croatie vainqueur du Groupe 7 du tour élite. - France vainqueur du Groupe 8 du tour élite. | - Écosse second du Groupe 2 du tour élite. - Angleterre second du Groupe 3 du tour élite. - Allemagne second du Groupe 4 du tour élite. - Pologne second du Groupe 5 du tour élite. - Italie second du Groupe 6 du tour élite. - Slovénie second du Groupe 7 du tour élite. - Suisse second du Groupe 8 du tour élite. |

### Groupe A
| Rang | Équipe               | Pts | J | G | N | P | Bp | Bc | Diff |
| ---- | -------------------- | --- | - | - | - | - | -- | -- | ---- |
| 1    | Pologne              | 6   | 3 | 2 | 0 | 1 | 10 | 7  | +3   |
| 2    | République d'Irlande | 6   | 3 | 2 | 0 | 1 | 8  | 7  | +1   |
| 3    | Hongrie              | 3   | 3 | 1 | 0 | 2 | 8  | 8  | 0    |
| 4    | Pays de Galles       | 3   | 3 | 1 | 0 | 2 | 3  | 6  | -3   |

1re journée
| 17 mai 2023 | Pologne                                                                                | 5 - 1   | République d'Irlande | Stade Nándor-Hidegkuti, Budapest |  |
| 15h30       | Mateusz Skoczylas 13e 49e · Dominik Szala 44e · Karol Borys 53e · Szymon Kądziołka 65e | (2 - 1) | 5e Ikechukwu Orazi   |                                  |  |

| 17 mai 2023 | Hongrie | 3 - 0   | Pays de Galles | Stade Nándor-Hidegkuti, Budapest |
|             |         | (1 - 0) |                |                                  |

2e journée
| 20 mai 2023 | République d'Irlande                                            | 3 - 0   | Pays de Galles | Pancho Aréna, Felcsút |  |
| 15:30       | Razi Najemedine 24e · Ikechukwu Orazi 34e · Romeo Akachukwu 61e | (2 - 0) |                |                       |  |
| 15:30       | Rapport                                                         |         |                |                       |  |

| 20 mai 2023 | Hongrie | 3 - 5   | Pologne | Pancho Aréna, Felcsút |
|             |         | (0 - 2) |         |                       |

3e journée
| 23 mai 2023 | République d'Irlande                    | 4 - 2   | Hongrie                                 | Pancho Aréna, Felcsút |  |
|             | Luke Kehir 4e 61e · Mason Melia 24e 31e | (3 - 1) | 10e (csc) Jake Grante · 71e Martin Kern |                       |  |
|             | Rapport                                 |         |                                         |                       |  |

| 23 mai 2023 | Pays de Galles                                 | 3 - 0   | Pologne | Stade BSC, Budaörs |  |
|             | Gabriele Biancheri 82e · Iwan Morgan 89e 90+1e | (0 - 0) |         |                    |  |

### Groupe B
| Rang | Équipe   | Pts | J | G | N | P | Bp | Bc | Diff |
| ---- | -------- | --- | - | - | - | - | -- | -- | ---- |
| 1    | Espagne  | 7   | 3 | 2 | 1 | 0 | 6  | 3  | +3   |
| 2    | Serbie   | 4   | 3 | 1 | 1 | 1 | 5  | 5  | 0    |
| 3    | Italie   | 3   | 3 | 1 | 0 | 2 | 4  | 4  | 0    |
| 4    | Slovénie | 3   | 3 | 1 | 0 | 2 | 5  | 8  | -3   |

1re journée
| 18 mai 2023 | Serbie                                      | 2 - 4   | Slovénie                                                                       | Telki Training Centre, Telki |                            |
| 17h00       | Mihajlo Cvetković 66e · Andrej Petrović 82e | (0 - 3) | 4e David Pejičić · 10e Luka Topalović · 34e Aldin Jakupović · 52e Rene Hrvatin | Arbitrage : Jamie Robinson   | Arbitrage : Jamie Robinson |
| 17h00       | Rapport                                     |         |                                                                                | Arbitrage : Jamie Robinson   | Arbitrage : Jamie Robinson |

| 18 mai 2023 | Italie                     | 1 - 2   | Espagne           | Stade BSC, Budaörs          |                             |
| 20h00       | Federico Ragnoli Galli 15e | (1 - 0) | 53e 75e Marc Guiu | Arbitrage : Miloš Milanović | Arbitrage : Miloš Milanović |
| 20h00       | Rapport                    |         |                   | Arbitrage : Miloš Milanović | Arbitrage : Miloš Milanović |

2e journée
| 21 mai 2023 | Espagne                                                    | 3 - 1   | Slovénie           | Stade Nándor-Hidegkuti, Budapest |                           |
| 16h30       | Marc Guiu 28e · Óscar Mesa 45+1e · Lamine Yamal 50e (pen.) | (2 - 0) | 54e Luka Topalović | Arbitrage : Michal Ocenáš        | Arbitrage : Michal Ocenáš |
| 16h30       | Rapport                                                    |         |                    | Arbitrage : Michal Ocenáš        | Arbitrage : Michal Ocenáš |

| 21 mai 2023 | Serbie                                         | 2 - 0   | Italie | Stade Nándor-Hidegkuti, Budapest |                           |
| 20h00       | Andrija Maksimović 39e · Mihajlo Cvetković 59e | (1 - 0) |        | Arbitrage : Adam Ladebäck        | Arbitrage : Adam Ladebäck |
| 20h00       | Rapport                                        |         |        | Arbitrage : Adam Ladebäck        | Arbitrage : Adam Ladebäck |

3e journée
| 24 mai 2023 | Espagne          | 1 - 1   | Serbie                 | Stade BSC, Budaörs             |                                |
| 17h00       | Lamine Yamal 78e | (0 - 0) | 68e Andrija Maksimović | Arbitrage : Damian Sylwestrzak | Arbitrage : Damian Sylwestrzak |
| 17h00       | Rapport          |         |                        | Arbitrage : Damian Sylwestrzak | Arbitrage : Damian Sylwestrzak |

| 24 mai 2023 | Slovénie | 0 - 3   | Italie                                        | Telki Training Centre, Telki |                            |
| 17h00       |          | (0 - 0) | 60e 82e Mattia Mannini · 87e Giacomo De Pieri | Arbitrage : Elchin Masiyev   | Arbitrage : Elchin Masiyev |
| 17h00       | Rapport  |         |                                               | Arbitrage : Elchin Masiyev   | Arbitrage : Elchin Masiyev |

### Groupe C
| Rang | Équipe    | Pts | J | G | N | P | Bp | Bc | Diff |
| ---- | --------- | --- | - | - | - | - | -- | -- | ---- |
| 1    | Allemagne | 9   | 3 | 3 | 0 | 0 | 10 | 1  | +9   |
| 2    | France    | 4   | 3 | 1 | 1 | 1 | 5  | 5  | 0    |
| 3    | Portugal  | 4   | 3 | 1 | 1 | 1 | 3  | 6  | -3   |
| 4    | Écosse    | 0   | 3 | 0 | 0 | 3 | 2  | 8  | -6   |

1re journée
| 17 mai 2023 | Écosse          | 1 - 3   | France                                                      | Nagyerdei Stadion, Debrecen |                            |
| 16h30       | Rory Wilson 71e | (0 - 2) | 5e Yanis Issoufou · 45e Joane Gadou · 75e (csc) Ruari Ellis | Arbitrage : Elchin Masiyev  | Arbitrage : Elchin Masiyev |
| 16h30       | Rapport         |         |                                                             | Arbitrage : Elchin Masiyev  | Arbitrage : Elchin Masiyev |

| 17 mai 2023 | Portugal | 0 - 4   | Allemagne                                                       | Nagyerdei Stadion, Debrecen    |                                |
| 20h00       |          | (0 - 2) | 32e Noah Darvich · 39e Almugera Kabar · 59e 90+4e Robert Ramsak | Arbitrage : Damian Sylwestrzak | Arbitrage : Damian Sylwestrzak |
| 20h00       | Rapport  |         |                                                                 | Arbitrage : Damian Sylwestrzak | Arbitrage : Damian Sylwestrzak |

2e journée
| 20 mai 2023 | Portugal                           | 2 - 1   | Écosse              | Stade DEAC, Debrecen    |                         |
| 15h00       | Olívio Tomé 3e · Gonçalo Sousa 20e | (2 - 0) | 88e Lennon Connolly | Arbitrage : David Šmajc | Arbitrage : David Šmajc |
| 15h00       | Rapport                            |         |                     | Arbitrage : David Šmajc | Arbitrage : David Šmajc |

| 20 mai 2023 | France         | 1 - 3   | Allemagne                                 | Stade Balmazújváros City, Balmazújváros |                               |
| 20h00       | Fodé Sylla 39e | (1 - 0) | 56e 63e Paris Brunner · 60e Robert Ramsak | Arbitrage : Attilla Karaoglan           | Arbitrage : Attilla Karaoglan |
| 20h00       | Rapport        |         |                                           | Arbitrage : Attilla Karaoglan           | Arbitrage : Attilla Karaoglan |

3e journée
| 23 mai 2023 | France           | 1 - 1   | Portugal          | Stade Balmazújváros City, Balmazújváros |                           |
| 15h00       | Tidiam Gomis 10e | (1 - 1) | 41e Nuno Patrício | Arbitrage : Adam Ladebäck               | Arbitrage : Adam Ladebäck |
| 15h00       | Rapport          |         |                   | Arbitrage : Adam Ladebäck               | Arbitrage : Adam Ladebäck |

| 23 mai 2023 | Allemagne                                                | 3 - 0   | Écosse | Stade DEAC, Debrecen       |                            |
| 15h00       | Noah Darvich 49e · Bence Dárdai 54e · Kjell Wätjen 90+1e | (0 - 0) |        | Arbitrage : Oliver Reitala | Arbitrage : Oliver Reitala |
| 15h00       | Rapport                                                  |         |        | Arbitrage : Oliver Reitala | Arbitrage : Oliver Reitala |

### Groupe D
| Rang | Équipe     | Pts | J | G | N | P | Bp | Bc | Diff |
| ---- | ---------- | --- | - | - | - | - | -- | -- | ---- |
| 1    | Angleterre | 7   | 3 | 2 | 1 | 0 | 5  | 1  | +4   |
| 2    | Suisse     | 7   | 3 | 2 | 1 | 0 | 4  | 1  | +3   |
| 3    | Croatie    | 1   | 3 | 0 | 1 | 2 | 2  | 4  | -2   |
| 4    | Pays-Bas   | 1   | 3 | 0 | 1 | 2 | 2  | 7  | -5   |

1re journée
| 18 mai 2023 | Suisse                                           | 2 - 0   | Pays-Bas | Stade DEAC, Debrecen |  |
|             | Winsley Boteli Mokango 48e · Junior Arlet Zé 54e | (0 - 0) |          |                      |  |

| 18 mai 2023 | Croatie | 0 - 1   | Angleterre       | Stade Balmazújváros City, Balmazújváros |  |
|             |         | (0 - 1) | 8e Ethan Nwaneri |                                         |  |

2e journée
| 21 mai 2023 | Croatie          | 1 - 2   | Suisse                                   | Nagyerdei Stadion, Debrecen |  |
|             | Sergej Levak 32e | (1 - 1) | 9e Demir Xhemalija · 83e Marvin Akahomen |                             |  |

| 21 mai 2023 | Pays-Bas          | 1 - 4   | Angleterre                                                                                               | Nagyerdei Stadion, Debrecen |  |
|             | Jasper Hartog 71e | (0 - 1) | 7e Myles Lewis-Skelly · 80e (csc) Jesse Bal · 90+3e (pen.) Isaiah Dada-Mascoll · 90+4e Justin Oboavwoduo |                             |  |

3e journée
| 24 mai 2023 | Pays-Bas      | 1 - 1   | Croatie          | Stade Balmazújváros City, Balmazújváros |  |
|             | Jesse Bal 53e | (0 - 0) | 66e Ljubo Puljić |                                         |  |

| 24 mai 2023 | Angleterre | 0 - 0   | Suisse | Stade DEAC, Debrecen |
|             |            | (0 - 0) |        |                      |

## Tableau final
|  | Quarts de finale     | Quarts de finale     | Quarts de finale | Quarts de finale |           |           | Demi-finales | Demi-finales | Demi-finales | Demi-finales |  |  | Finale | Finale | Finale | Finale |
|  |                      |                      |                  |                  |           |           |              |              |              |              |  |  |        |        |        |        |
|  | 27 mai               | 27 mai               | 27 mai           | 27 mai           |           |           | 30 mai       | 30 mai       | 30 mai       | 30 mai       |  |  | 2 juin | 2 juin | 2 juin | 2 juin |
|  | 27 mai               | 27 mai               | 27 mai           | 27 mai           |           |           | 30 mai       | 30 mai       | 30 mai       | 30 mai       |  |  | 2 juin | 2 juin | 2 juin | 2 juin |
|  | Pologne              | Pologne              | 3                | 3                |           |           | 30 mai       | 30 mai       | 30 mai       | 30 mai       |  |  | 2 juin | 2 juin | 2 juin | 2 juin |
|  | Pologne              | Pologne              | 3                | 3                |           |           | 30 mai       | 30 mai       | 30 mai       | 30 mai       |  |  | 2 juin | 2 juin | 2 juin | 2 juin |
|  | Serbie               | Serbie               | 2                | 2                |           |           | 30 mai       | 30 mai       | 30 mai       | 30 mai       |  |  | 2 juin | 2 juin | 2 juin | 2 juin |
|  | Serbie               | Serbie               | 2                | 2                | Pologne   | Pologne   | 3            | 3            |              |              |  |  | 2 juin | 2 juin | 2 juin | 2 juin |
|  | 27 mai               |                      |                  |                  | Pologne   | Pologne   | 3            | 3            |              |              |  |  | 2 juin | 2 juin | 2 juin | 2 juin |
|  |                      |                      | Allemagne        | Allemagne        | 5         | 5         |              |              |              |              |  |  | 2 juin | 2 juin | 2 juin | 2 juin |
|  | Allemagne            | Allemagne            | Allemagne        | Allemagne        | 5         | 5         | 1 (3) tab    | 1 (3) tab    |              |              |  |  | 2 juin | 2 juin | 2 juin | 2 juin |
|  | Allemagne            | Allemagne            | 30 mai           |                  |           |           | 1 (3) tab    | 1 (3) tab    |              |              |  |  | 2 juin | 2 juin | 2 juin | 2 juin |
|  | Suisse               | Suisse               | 1 (2)            | 1 (2)            |           |           |              |              |              |              |  |  | 2 juin | 2 juin | 2 juin | 2 juin |
|  | Suisse               | Suisse               | 1 (2)            | 1 (2)            | Allemagne | Allemagne | 0 (5) tab    | 0 (5) tab    |              |              |  |  |        |        |        |        |
|  | 27 mai               |                      |                  |                  | Allemagne | Allemagne | 0 (5) tab    | 0 (5) tab    |              |              |  |  |        |        |        |        |
|  |                      |                      | France           | France           | 0 (4)     | 0 (4)     |              |              |              |              |  |  |        |        |        |        |
|  | Espagne              | Espagne              | France           | France           | 0 (4)     | 0 (4)     | 3            | 3            |              |              |  |  |        |        |        |        |
|  | Espagne              | Espagne              |                  |                  |           |           |              |              |              |              |  |  |        |        |        |        |
|  | République d'Irlande | République d'Irlande | 0                | 0                |           |           |              |              |              |              |  |  |        |        |        |        |
|  | République d'Irlande | République d'Irlande | 0                | 0                | Espagne   | Espagne   | 1            | 1            |              |              |  |  |        |        |        |        |
|  | 27 mai               |                      |                  |                  | Espagne   | Espagne   | 1            | 1            |              |              |  |  |        |        |        |        |
|  |                      |                      | France           | France           | 3         | 3         |              |              |              |              |  |  |        |        |        |        |
|  | Angleterre           | Angleterre           | France           | France           | 3         | 3         | 0            | 0            |              |              |  |  |        |        |        |        |
|  | Angleterre           | Angleterre           |                  |                  |           |           |              | 0            |              |              |  |  |        |        |        |        |
|  | France               | France               | 1                | 1                |           |           |              |              |              |              |  |  |        |        |        |        |
|  | France               | France               | 1                | 1                |           |           |              |              |              |              |  |  |        |        |        |        |
|  |                      |                      |                  |                  |           |           |              |              |              |              |  |  |        |        |        |        |

### Quarts de finale
| 27 mai 2023 | Pologne                                                                    | 3 - 2   | Serbie                                    | Telki Training Centre, Telki |                            |
| 15h00       | Jakub Krzyżanowski 4e · Daniel Mikołajewski 62e (pen.) · Filip Rejczyk 89e | (1 - 0) | 51e Veljko Vukojević · 70e Andrej Subotić | Arbitrage : Elchin Masiyev   | Arbitrage : Elchin Masiyev |
| 15h00       | Rapport                                                                    |         |                                           | Arbitrage : Elchin Masiyev   | Arbitrage : Elchin Masiyev |

| 27 mai 2023 | Allemagne                                                        | 1 - 1             | Suisse                                                                      | Stade DEAC, Debrecen       |                            |
| 15:00       | Paris Brunner 49e                                                | (0 - 1)           | 16e (pen.) Winsley Boteli Mokango                                           | Arbitrage : Jamie Robinson | Arbitrage : Jamie Robinson |
| 15:00       | Rapport                                                          |                   |                                                                             | Arbitrage : Jamie Robinson | Arbitrage : Jamie Robinson |
| 15:00       | Robert Ramsak · Winners Osawe · Bence Dárdai · Kjell-Arik Wätjen | Tirs au but 3 - 2 | Jason Parente · Jeremy Fasano · Leon Grando · Rhodri Smith · Winsley Boteli | Arbitrage : Jamie Robinson | Arbitrage : Jamie Robinson |

| 27 mai 2023 | Espagne                                                   | 3 - 0   | République d'Irlande | Stade Nándor-Hidegkuti, Budapest |                             |
| 20:00       | Alejandro Granados 22e · Marc Guiu 69e · Lamine Yamal 72e | (1 - 0) |                      | Arbitrage : Miloš Milanović      | Arbitrage : Miloš Milanović |
| 20:00       | Rapport                                                   |         |                      | Arbitrage : Miloš Milanović      | Arbitrage : Miloš Milanović |

| 27 mai 2023 | Angleterre | 0 - 1   | France                      | Stade Balmazújváros City, Balmazújváros |                              |
| 20:00       |            | (0 - 0) | 89e (pen.) Mathis Lambourde | Arbitrage : Atilla Karaoglan            | Arbitrage : Atilla Karaoglan |
| 20:00       | Rapport    |         |                             | Arbitrage : Atilla Karaoglan            | Arbitrage : Atilla Karaoglan |

### Demi-finales
| 30 mai 2023 | Pologne                                                     | 3 - 5   | Allemagne                                                                                              | Pancho Aréna, Felcsút     |                           |
| 16h30       | Daniel Mikołajewski 7e · Karol Borys 31e · Filip Wolski 68e | (2 - 1) | 22e Max Moerstedt · 57e Paris Brunner · 65e Charles Herrmann · 79e Assan Ouédraogo · 83e Robert Ramsak | Arbitrage : Michal Ocenáš | Arbitrage : Michal Ocenáš |
| 16h30       | Rapport                                                     |         | | Arbitrage : Michal Ocenáš | Arbitrage : Michal Ocenáš |

| 30 mai 2023 | Espagne          | 1 - 3   | France                                                         | Pancho Aréna, Felcsút     |                           |
| 20h00       | Lamine Yamal 69e | (0 - 0) | 73e Mathis Lambourde · 80e Yanis Issoufou · 90+1e Tidiam Gomis | Arbitrage : Adam Ladebäck | Arbitrage : Adam Ladebäck |
| 20h00       | Rapport          |         |                                                                | Arbitrage : Adam Ladebäck | Arbitrage : Adam Ladebäck |

### Finale
| 2 juin 2023 | Allemagne                                                 | 0 - 0             | France                                                      | Hidegkuti Nándor Stadion, Budapest               |                                                  |
| 20h00       |                                                           | (0 - 0, 0 - 0)    |                                                             | Spectateurs : 4 017 Arbitrage : Atilla Karaoglan | Spectateurs : 4 017 Arbitrage : Atilla Karaoglan |
| 20h00       | Rapport                                                   |                   |                                                             | Spectateurs : 4 017 Arbitrage : Atilla Karaoglan | Spectateurs : 4 017 Arbitrage : Atilla Karaoglan |
| 20h00       | Darvich · Herrmann · Dárdai · Bulut · Brunner · Ouédraogo | Tirs au but 5 - 4 | Kayi Sanda · Lambourde · Tincres · Sangui · Sylla · Bouabré | Spectateurs : 4 017 Arbitrage : Atilla Karaoglan | Spectateurs : 4 017 Arbitrage : Atilla Karaoglan |

| Allemagne | France |

| ALLEMAGNE :     |    |           |     |     |
|                 |    |           |     |     |
| Gardien de but  | 1  | Schmitt   |     |     |
|                 | 17 | Moreira   |     | 75e |
|                 | 4  | Jeltsch   |     |     |
|                 | 5  | Dal       | 67e |     |
|                 | 3  | Kabar     |     |     |
|                 | 6  | Harchaoui |     | 75e |
|                 | 19 | Ouédraogo | 86e |     |
|                 | 11 | Herrmann  |     |     |
|                 | 10 | Darvich   |     |     |
|                 | 7  | Brunner   | 11e |     |
|                 | 9  | Moerstedt |     | 56e |
| Remplaçants :   |    |           |     |     |
| Gardien de but  | 12 | Heide     |     |     |
|                 | 2  | Bulut     |     |     |
|                 | 8  | Dárdai    |     | 75e |
|                 | 13 | Hennig    |     |     |
|                 | 14 | Odogu     |     |     |
|                 | 15 | Wätjen    |     |     |
|                 | 16 | Osawe     |     | 75e |
|                 | 18 | Malanga   |     |     |
|                 | 20 | Ramsak    |     | 56e |
| Sélectionneur : |    |           |     |     |
| Christian Wück  |    |           |     |     |

| FRANCE :          |    |            |     |     |
|                   |    |            |     |     |
| Gardien de but    | 1  | Argney     |     |     |
|                   | 3  | Sangui     |     |     |
|                   | 5  | Meupiyou   | 78e |     |
|                   | 4  | Kayi Sanda |     |     |
|                   | 12 | Titi       |     |     |
|                   | 8  | Bouabré    | 69e |     |
|                   | 6  | Ferro      |     |     |
|                   | 10 | Bouneb     |     | 81e |
|                   | 17 | Gomis      |     |     |
|                   | 19 | Lambourde  |     |     |
|                   | 7  | Bouchenna  |     | 62e |
| Remplaçants :     |    |            |     |     |
| Gardien de but    | 20 | Niflore    |     |     |
|                   | 2  | Sadi       |     |     |
|                   | 9  | Tincres    |     |     |
|                   | 11 | Issoufou   |     | 62e |
|                   | 13 | Sinaté     |     |     |
|                   | 14 | Gadou      |     |     |
|                   | 15 | Traoré     |     |     |
|                   | 18 | Sylla      |     | 81e |
|                   | 20 | Diallo     |     |     |
| Sélectionneur :   |    |            |     |     |
| Jean-Luc Vannuchi |    |            |     |     |

| Assistants : Mehmet Tugral Milan Šutulović Quatrième arbitre : Miloš Milanović Assistants arbitre vidéo : - - |

## Qualifications pour la Coupe du monde des moins de 17 ans 2023
Cinq équipes européennes sont qualifiées au terme de la compétition pour la Coupe du monde des moins de 17 ans 2023 qui se déroulera du 10 novembre au 2 décembre 2023.

### Barrage qualificatif
Pour déterminer la cinquième équipe qualifiée pour la Coupe du monde des moins de 17 ans 2023, un match de barrage est organisé entre les deux meilleures équipes des perdants des quarts de finale. L'Angleterre remporte le barrage, et se qualifie pour la Coupe du monde des moins de 17 ans 2023.
| Barrage           | Angleterre                                                                 | 4 - 2   | Suisse                                   | Stade BSC, Budaörs             |                                |
| 30 mai 2023 15h00 | Archie Gray 17e · Zak Lovelace 67e · Michael Golding 68e · Kadan Young 76e | (1 - 1) | 45+1e Elio Rufener · 51e Demir Xhemalija | Arbitrage : Damian Sylwestrzak | Arbitrage : Damian Sylwestrzak |
| 30 mai 2023 15h00 | Rapport                                                                    |         |                                          | Arbitrage : Damian Sylwestrzak | Arbitrage : Damian Sylwestrzak |

### Équipes qualifiées
Cinq équipes se qualifient pour la Coupe du monde de football des moins de 17 ans 2023.
1. Allemagne
2. France
3. Espagne
4. Pologne
5. Angleterre